# A.J. Hinch
Andrew Jay Hinch (ur. 15 maja 1974) – amerykański baseballista, który występował na pozycji łapacza, menadżer Detroit Tigers.

## College
W czerwcu 1992 został wybrany w drugiej rundzie draftu przez Chicago White Sox, jednak nie podpisał kontraktu z organizacją tego klubu, gdyż zdecydował się podjąć studia na Stanford University, gdzie w latach 1993–1996 grał w drużynie uniwersyteckiej Stanford Cardinal. W latach 1995–1996 był wybierany najlepszym baseballistą Pac-12 Conference, a w 1996 zdobył brązowy medal na Igrzyskach Olimpijskich w Atlancie. Mimo iż w 1995 ponownie został wybrany w drafcie (przez Minnesota Twins), postanowił dalej kontynuować grę w NCAA.

## Kariera zawodnicza
W czerwcu 1996 został wybrany w trzeciej rundzie draftu przez Oakland Athletics i początkowo występował w klubach farmerskich tego zespołu, między innymi w Edmonton Trappers, reprezentującym poziom Triple-A. W Major League Baseball zadebiutował 1 kwietnia 1998 w meczu przeciwko Boston Red Sox.
W styczniu 2001 w ramach wymiany zawodników przeszedł do Kansas City Royals, zaś w latach 2002–2003 grał w Detroit Tigers i Philadelphia Phillies. Sezon 2005 spędził w klubie farmerskim Phillies Scranton/Wilkes-Barre Red Barons.

## Kariera menedżerska
8 maja 2009 został menadżerem Arizona Diamondbacks, jednak po osiągnięciu bilansu 31–40 w sezonie następnym, 1 lipca 2010 został zwolniony z tej funkcji. W latach 2011–2014 był wiceprezydentem i asystentem menadżera generalnego w San Diego Padres.
29 września 2014 został mianowany menadżerem Houston Astros. W sezonie 2017 poprowadził zespół do 101 zwycięstw w sezonie zasadniczym i pierwszego w historii klubu triumfu w World Series. 30 października 2020 został zatrudniony na stanowisko menadżera Detroit Tigers.

## Statystyki menadżerskie
Stan na koniec sezonu 2019
| Sezon              | Klub                 | Liga               | Mecze | Zwycięstwa | Porażki | Proc. zw. i por. |
| ------------------ | -------------------- | ------------------ | ----- | ---------- | ------- | ---------------- |
| 2009–2010          | Arizona Diamondbacks | NL                 | 212   | 89         | 123     | 0,420            |
| 2015–2019          | Houston Astros       | AL                 | 810   | 481        | 329     | 0,594            |
| Łącznie w karierze | Łącznie w karierze   | Łącznie w karierze | 1022  | 570        | 452     | 0,558            |